# 出番ですよ?近藤さん!
『出番ですよ?近藤さん!』（でばんですよ?こんどうさん!）は、宗我部としのりによる日本の漫画。少年画報社の発行する雑誌『ヤングキング』にて、2010年22号から2011年11号まで連載された。

## ストーリー
中学時代にサムライ少女として名をはせた近藤伊紗美は、男に振られたことから、今までの性格を改め、女の子らしくなろうと決心する。そのため、高校では剣道部には入らず、流れでブギ研こと舞台芸技術研究会に入部することになる。そこでは、今まで全く経験したことのない活動をしていくことになる。

## 登場人物
主要なキャラクターの名は、新選組の主要人物の名をもじったものが使われている。

### 私立誠真館高校
中等部もある一貫校で7割の生徒が中学からの繰り上がり。
近藤 伊紗美（こんどう いさみ）
1年B組。中学時代に全国大会2連覇を果たしサムライ少女として名をはせたが、卒業式に男に告白してアイドルみたいな娘が好きと言われたことと、私立誠真館高校に進学したことをきっかけに、女の子らしくなろうと決心する。そのため剣道部には入らずにブギ研に入ることになる。スタイルがよく巨乳(B91:W62:H87)。曲がったことが嫌いで痴漢に遭っても逆に撃退するなど男勝りの性格を見せる。ブギ研メンバーの中では唯一、活動に対して恥じらいを見せるが、恥ずかしがりながらも、だんだんとノリノリになる。泳ぎは苦手。
土方 愛（ひじかた いとし）
2年B組。舞台芸技術研究会副会長で、伊紗美をブギ研に誘った張本人。眼鏡をかけている。全校生徒が高校生活を楽しむために活動すべしという考えを持っていて、教師が相手でも遠慮無く自分の意見を述べる。ブギ研のメンバーに慕われていて、「トシ」という愛称で呼ばれている。中学卒業後に母親に家を追い出されボロアパートに住んでいる。自分の力で理想のアイドルを作るのが夢。
沖田 爽子（おきた さわこ）
1年C組。舞台芸技術研究会所属で表方（フォワード）専任。ブギ研のメンバーには「そーちゃん」とよばれている。妄想癖があり、舞台に上がると、視姦されていると感じて興奮することがある。
山井 南（やまい みなみ）
1年C組。舞台芸技術研究会所属で表方（フォワード）と衣装を担当している。天然な性格で巨乳。そばかすがチャームポイント。大胆なビキニを着こなす。
原田 さえ（はらだ さえ）
1年C組。舞台芸技術研究会所属でカメラと裏方全般を担当している。言葉づかいは乱暴で男勝り。ブギ研の中では比較的常識人で、たびたびメンバーに突っ込んでいる。
芹沢 花桃（せりざわ かもも）
3年A組。舞台芸技術研究会会長。部費を使い込んだ上、部の衣装やブギ研のメンバーの下着を売りとばしたり、男子から金を取ってブギ研の着替えをのぞかせたりして停学になり、ブギ研のイメージを悪くしたため、他のブギ研のメンバーからは嫌われている。ただし、アイドルの才能はあり、土方もそれを認めているため会長の役職を頼んだ。ドSな性格とカリスマ性で、女子と一部男子から圧倒的支持を得ている。
松容保（まつかたたもつ）
舞台芸技術研究会顧問。美術教員、独身。
永倉 善笑（ながくら よしえ）
女子剣道部部長。地区2位の実力者でエースだが伊紗美から一本も取れなかった。全国大会に出るのが夢。

### その他の人物
清河（きよかわ）
伊紗美が中学の卒業式に告白した相手。ブギ研の活動をしている近藤に再会して可愛いと思いなおしデートに誘うも、デート中にブギ研の活動を馬鹿にした発言をしたため、近藤に投げ飛ばされ嫌われてしまう。しかし、その後、たとえ嫌われても近藤のファン1号を名乗ると宣言した。
近藤 周助（こんどう しゅうすけ）
剣道場を営む伊紗美の祖父。共働きの伊紗美の両親に代わり躾と剣道を叩き込んだ。若い頃木刀1本で熊に勝ち、戦地でも銃を持った敵の頭を山ほどカチ割ったのが自慢。
源三郎（げんざぶろう）
愛の保護者代わりとしてボロアパートに2人で住んでいるゲイ。食事処「釜めし源」を経営している。
土方 恵（ひじかた めぐみ）
愛の母。芸能事務所「HK Trax」代表取締役・会長。才能を感じた人間にはどんどんチャンスを与える。

## 既刊一覧
YKコミックスより刊行。全2巻。
1. 2011年3月14日発行 ISBN 978-4-7859-3576-4
2. 2011年6月27日発行 ISBN 978-4-7859-3647-1